# Warr guitar

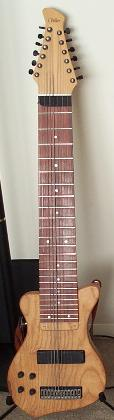
Warr Guitar

Warr Guitar – strunowy instrument muzyczny wytwarzany przez firmę Warr Guitars. 
Pomysłodawcą i wynalazcą gitary jest Mark Warr, od którego nazwiska pochodzi nazwa instrumentu. Gra na tym 7 lub maksymalnie 15 strunowym instrumencie progowym lub bezprogowym, możliwa jest dzięki technice zwanej tappingiem oraz tradycyjnych technikach gry na gitarze basowej.
Warr umożliwia również kombinację gryfu progowego i bezprogowego jednocześnie. Ponadto instrument ten jest spokrewniony z Chapman stick, który oferuje jednak mniejsze możliwości brzmieniowe w stosunku do Gitary Warr. Do najsłynniejszych użytkowników instrumentu należy Trey Gunn znany z występów w grupie King Crimson. Firma produkuje sygnowany przez muzyka model.

## Modele
- Warr "Artist" Series[2]
- Warr Trey Gunn Signature "TGSS" Series[1]
- Warr "Phalanx" Series[3]
- Warr "Artisan" Series[4]
- WarrMETAL[5]
- WarrBASS Series[6]